# Ron Staniforth
Ronald „Ron“ Staniforth (* 13. April 1924 in Manchester; † 5. Oktober 1988 in Dalton-in-Furness) war ein englischer Fußballspieler. Als rechter Verteidiger war er während der Weltmeisterschaft 1954 in der Schweiz Stammspieler der englischen Nationalmannschaft.

## Sportlicher Werdegang
Staniforth diente als junger Mann während des Zweiten Weltkriegs in der Royal Navy und arbeitete später als Milchmann. Im Jahr 1946, als die englische Football League nach den Kampfhandlungen ihren Spielbetrieb wieder aufnahm, bemühte sich Staniforth im Alter von bereits 22 Jahren um eine ernsthafte Fußballerkarriere und seine schriftliche Nachfrage beim Drittligisten Stockport County wurde mit einer Einladung zum Probetraining beantwortet. Nach erfolgreichem Vorspielen wurde er ab August 1946 zunächst auf Amateurbasis verpflichtet, aber mit seinen Leistungen wusste er derart schnell zu überzeugen, dass ihm innerhalb von sechs Wochen ein Profivertrag angeboten wurde. Kurze Zeit später gab er gegen die Tranmere Rovers sein Debüt und in den folgenden sechs Jahren war er bei den „Hutmachern“ als Verteidiger ein fester Bestandteil in der Abwehr. Zwar war ihm ein Aufstieg in die nächsthöhere Football League Second Division stets verwehrt geblieben, aber in einer Verteidigungslinie mit nur 40 Gegentoren – den wenigsten in der Third Division North – empfahl er sich nachhaltig für „höhere Aufgaben“. Als sein Trainer Andy Beattie 1952 zum Erstligaabsteiger Huddersfield Town wechselte, nahm er Staniforth schließlich mit. Dieser hatte für Stockport County insgesamt 245 Pflichtspiele bestritten.
Innerhalb kürzester Zeit fand sich Staniforth in der neuen Umgebung zurecht und auf dem Weg zum direkten Wiederaufstieg war er erneut Teil der ligaweit (mit Abstand) besten Abwehr in Bezug auf die Anzahl der Gegentreffer. Damit spielte er sich in den Fokus der englischen Auswahlmannschaften und einem ersten Aufstritt in der B-Mannschaft am 11. März 1953 gegen Schottland (2:2) folgten zwei weitere Partien im März 1954. In der Saison 1953/54 hatte Staniforth dazu in der höchsten englischen Spielklasse überzeugt und mit seinem Team einen überraschend guten dritten Platz belegt, so dass er übergangslos den Schritt in die englische A-Nationalmannschaft ab April 1954 tätigte. Auch für die Weltmeisterschaft 1954 in der Schweiz wurde er nominiert und in allen drei Partien bis hin zum Ausscheiden gegen Uruguay (2:4) stand er in der Startelf.
Aber bereits in der folgenden Spielzeit wurde offensichtlich, dass er seinen Zenit überschritten hatte und nach einer Partie gegen Newcastle United, als ihn der gegnerische Flügelspieler Bobby Mitchell ein ums andere Mal düpierte, nahm ihn Trainer Beattie aus der Mannschaft. Im Juli 1955 verließ Staniforth Huddersfield in Richtung des Zweitligisten Sheffield Wednesday. Er verbrachte vier Jahre bei den „Owls“ und verhalf ihnen im ersten Jahr zum Gewinn der Second-Division-Meisterschaft – nach zwei Jahren ging es wieder zurück in die Zweitklassigkeit. Letzte aktive Station war ab Oktober 1959 der Viertligist AFC Barrow, den er bis 1964 auch trainierte (bis 1961 agierte er in Doppelfunktion als Spielertrainer).
In hauptverantwortlicher Tätigkeit trat er danach nie wieder als Trainer in Erscheinung; vielmehr war er zweimal Teil des Trainerstabs von Sheffield Wednesday. Im Alter von 64 Jahren verstarb Staniforth im Oktober 1988 an einer Motoneuron-Krankheit.